# Parti national pour la liberté
Le Parti national pour la liberté (en anglais : National Freedom Party abrégé en NFP) est un parti politique sud-africain. Il est fondé le 25 janvier 2011 par Zanele kaMagwaza-Msibi, ancienne présidente du Parti Inakhta (IFP), ainsi que d'autres anciens membres de l'IFP.

## Résultats électoraux

### Élections législatives
| Année | Voix    | Pourcentages | Sièges  | +/– | Statut     |
| ----- | ------- | ------------ | ------- | --- | ---------- |
| 2014  | 288 742 | 1,57         | 6 / 400 | –   | Opposition |
| 2019  | 61 220  | 0,35         | 2 / 400 | 4   | Opposition |

### Élections provinciales
| Année, | Cap-Oriental | Cap-Oriental | État-Libre | État-Libre | Gauteng | Gauteng | KwaZulu-Natal | KwaZulu-Natal | Limpopo | Limpopo | Mpumalanga | Mpumalanga | Nord-Ouest | Nord-Ouest | Cap-Nord | Cap-Nord | Cap-Occidental | Cap-Occidental |
| Année, | %            | Sièges       | %          | Sièges     | %       | Sièges  | %             | Sièges        | %       | Sièges  | %          | Sièges     | %          | Sièges     | %        | Sièges   | %              | Sièges         |
| ------ | ------------ | ------------ | ---------- | ---------- | ------- | ------- | ------------- | ------------- | ------- | ------- | ---------- | ---------- | ---------- | ---------- | -------- | -------- | -------------- | -------------- |
| 2014   | 0,16         | 0/63         | 0,11       | 0/30       | 0,47    | 0/73    | 7,31          | 6/80          | 0,04    | 0/49    | 0,75       | 0/30       | 0,15       | 0/33       | 0,03     | 0/30     | 0,04           | 0/42           |
| 2019   | 0,03         | 0/63         | 0,03       | 0/30       | 0,07    | 0/73    | 1,57          | 1/80          | 0,01    | 0/49    | 0,12       | 0/30       | 0,06       | 0/33       | 0,04     | 0/30     | 0,11           | 0/42           |

### Élections municipales
| Année | Voix    | %    |
| ----- | ------- | ---- |
| 2011  | 644 917 | 2,4  |
| 2016  | 5 224   | 0,01 |
| 2021  | 170 616 | 0,56 |